# アメリカ合衆国税関・国境警備局

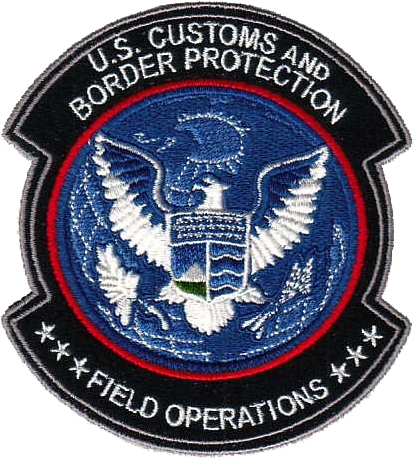

アメリカ合衆国税関・国境警備局（アメリカがっしゅうこくぜいかん・こっきょうけいびきょく、英語: United States Customs and Border Protection：CBP）は、アメリカ合衆国の税関や国境警備を担当する、国土安全保障省の一部門である。「アメリカ合衆国税関・国境取締局」と訳されることもある。
国土安全保障省が所管する部局では最大規模の政府機関で、対テロ作戦、人身売買や麻薬密輸の取締りのほか、農業害虫の侵入防止など、違法または危険な活動から国内の安全を保障することを任務とする。
国境に関する事項を統一して扱うアメリカ合衆国連邦政府の政府機関としての性質上、約60,000人という大規模な人員を抱え、空港、港湾、国境検問所、国境周辺などに配置されている。
アメリカ同時多発テロ事件を受け、従来の司法省、財務省、農務省などに分散していた関係各機関（税関、出入国管理及び移民局、国境警備隊、動植物検疫局）を統合して2002年11月に国土安全保障省が設立された。更に2003年3月1日に機構の再編成により税関・国境警備局が発足した。
2020年の人種差別抗議デモでは、連邦政府施設の警備やデモ鎮圧に投入された。     

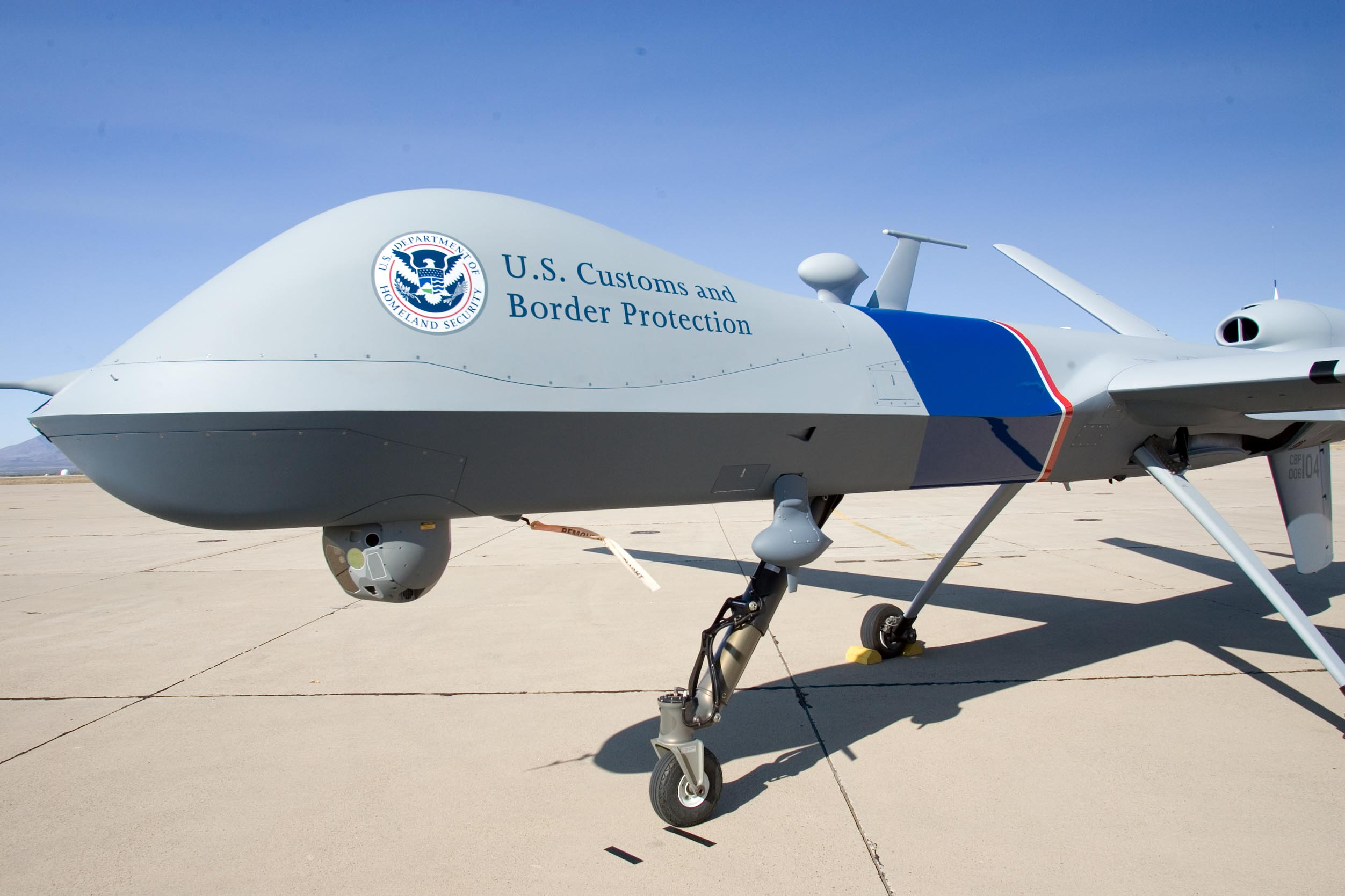
税関・国境警備局の無人偵察機MQ-9 リーパー
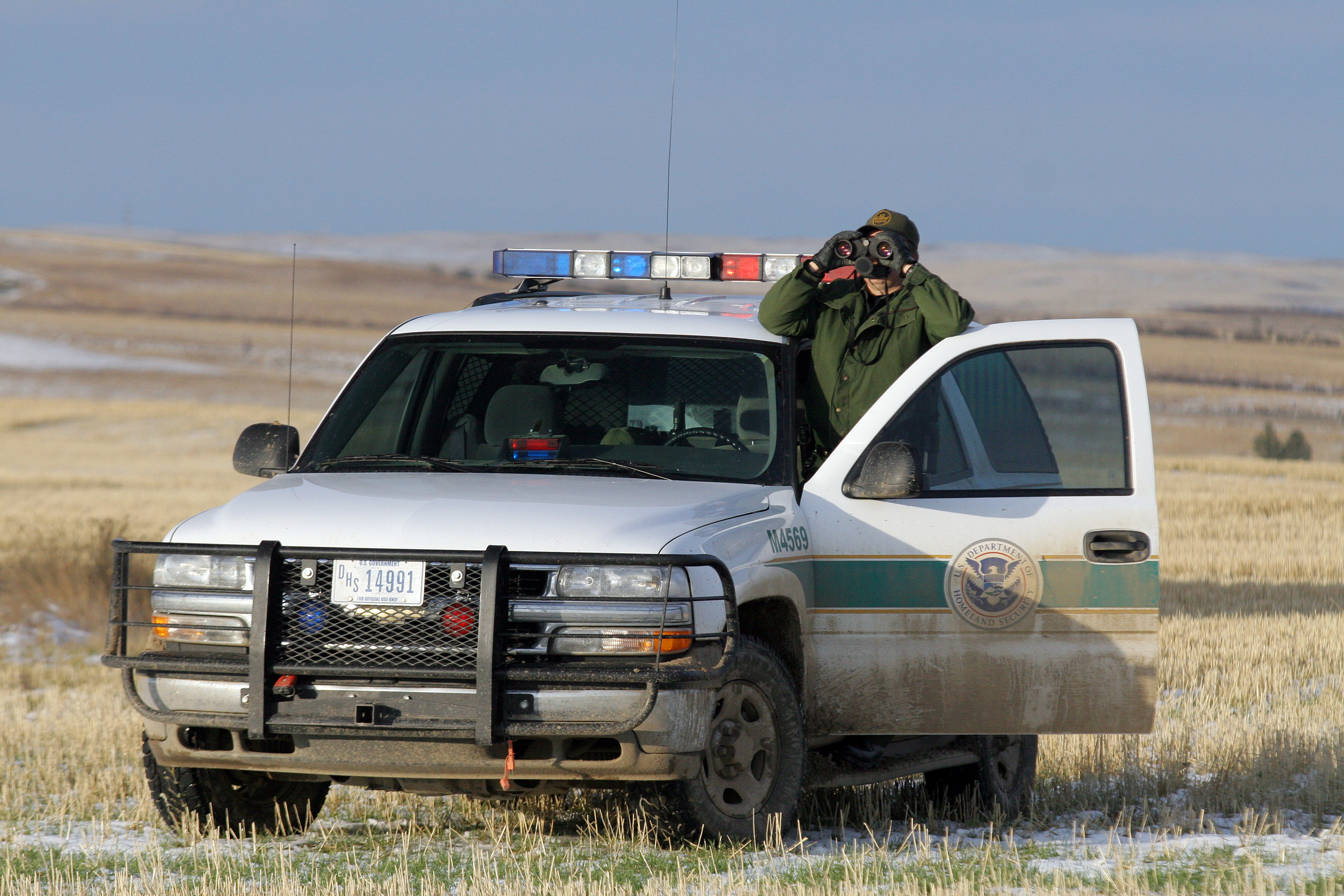
国境警備中の職員